# Волощук, Мирослав Михайлович
Мирослав Михайлович Волощук род. 2 июля 1979 г. с. Чергановка УРСР (сейчас Украина) — украинский историк, доктор исторических наук, профессор. Директор Центра медиевистических исследований ПНУ им. Василия Стефаника. Занимается исследованием русько-венгерских, русько-польских и русько-чешских исторических связей эпохи Средневековья (ХІ-ХІV ст.) Автор более 100 публикаций в изданиях Украины, Литвы, Польши, России, Румынии, Сербии, Словакии, Венгрии и других стран.

## Биография
Родился 2 июля 1979 г. в селе Черганивка Косовского района Ивано-Франковской области УССР (ныне Украина). На протяжении 1985—1992 гг. учился в ООШ с. Воскресинцы Коломыйского района, Ивано-Франковской области. В 1992 г. поступил в Технический лицей № 14 г. Коломыя, с сентября 1995 г. — студент Прикарпатского университета имени Василия Стефаника в Ивано-Франковске.
В течение 2000—2003 гг. — аспирант кафедры всемирной истории. 30 сентября 2005 г. защитил кандидатскую диссертацию на тему: «Военно-политические отношения Венгерского королевства с Галицким и Галицко-Волынским княжеством (конец ХІІ-ХІІІ ст.)», уже через 10 лет 26 мая 2015 г. — защитил докторскую диссертацию : «Русь» в Венгерском королевстве (XI — вторая половина XIV в.): общественно-политическая роль, имущественные отношения, миграции".
С сентября 2003 г. работает при кафедре всемирной истории в ПНУ им. Василия Стефаника. Профессор кафедры всемирной истории (ПНУ им. В.Стефаника) с 2016 г., а также visiting professor кафедры словацкой истории Университета Коменского (Братислава, Словакия) с 2018 г. На протяжении 2006—2013 гг. — руководитель студенческого кружка «Крепости Волыни, Карпат и Прикарпатья эпохи Средневековья». В 2015 г. при кафедре всемирной истории основал Центр медиевистических исследований.
Преподает историю Средних веков и спецкурсы «Международные отношения середины V — середины XVII в.: европейское измерение», «Русько-венгерские исторические связи эпохи Средневековья (IX—XIV вв.)», «Русько-польские исторические связи эпохи Средневековья (X—XIV вв.)», «Актуальные проблемы современной медиевистики», «Гендерные исследования по истории Руси Х—XIV вв.», «Миграционные процессы и международные отношения в Европе X—XV вв.», «Источники к изучению украинской истории в странах Центрально-Восточной Европы» и др.
С 2010 г. — Мирослав Волощук редактор студенческого периодического издания «Студенческие исторические тетради». С 2016 г. — главный редактор второй серии сборника научных работ «Галич», на протяжении 2016—2020 гг. — первой серии сборника научных работ «Галич». С 2019 г. — главный редактор научного и культурно-просветительского краеведческого журнала «Галичина», а также член редколлегий других отечественных и зарубежных изданий: «Studia Historica Europae Orientalis» (Минск, Беларусь) (2017—2022), «Записок Львовского медиевистического клуба» (Львов, Украина) (с 2017) «Украиноведческие студии» (Ивано-Франковск, Украина) (с 2019), «Украинского исторического журнала» (с 2023) и др. С 2011 г. — постоянный соорганизатор проекта Colloquia Russica (Ягеллонский университет, Краков, Польша).
При Прикарпатском национальном университете имени Василия Стефаника с 2017 г. М. Волощук является постоянным членом диссертационного совета по защите докторских и кандидатских диссертаций по специальности 07.00.01 — история Украины, 07.00.05 — этнология, 07.00.02 — всемирная история. Под руководством М. Волощука защищено три кандидатские диссертации. Автор научных статей в Локальной истории и других интернет-изданиях

## Сфера научного интереса
Исследует русько-венгерские, русько-польские, русько-чешские отношения IX—XIV вв. сквозь призму поиска названных руськими (Ruthenus) поселенцев в соседних Руси странах латинского мира. В сферу научных интересов входит изучение истории давнего Галича и Галицкой земли (до конца XVIII в.), история Станиславова и Станиславовской крепости (до начала XIX в.).
Автор четырёх монографий (двух единоличных) и более 100 других разноплановых публикаций в научных периодических изданиях (в частности Scopus и Web of Science) Болгарии, Литвы, Польши, России, Румынии, Сербии, Словакии, Венгрии, Украины. Член Украинско-венгерской комиссии историков (с 2016).
Владеет несколькими иностранными языками: российский (С2), польский (С1), венгерский и английский (B2), словацкий (B1), латынь. Автор переводов работ с этих языков в сборнике научных трудов «Галич» (2016—2023), который выходит в рамках работы Центра медиевистических исследований.

## Награды
- «Молодой ученый года» Ивано-Франковской областной государственной администрации (2006)
- Правительственной награды Венгрии PRO CULTURA HUNGARICA (2016)
- Медаль "Галичу 1125"[4]